# Eois plicata
Eois plicata är en fjärilsart som beskrevs av Moore 1888. Eois plicata ingår i släktet Eois och familjen mätare. Inga underarter finns listade i Catalogue of Life.